# La Vie des morts
Pour plus de détails, voir Fiche technique et Distribution.
La Vie des morts est un moyen métrage français réalisé par Arnaud Desplechin et sorti en salles le 12 juin 1991. C'est le premier film (après plusieurs films d'école) du réalisateur, qui inaugure sa carrière de cinéaste avec l'obtention du prix Jean-Vigo du court/moyen métrage.

## Synopsis
Dans une ville du nord de la France, Patrick, un jeune homme de vingt ans, tente de mettre fin à ses jours en se tirant une balle de fusil dans la tête. Alors qu'il est hospitalisé, entre la vie et la mort et attend une opération, sa famille élargie se réunit dans leur grande maison familiale et tente de comprendre son acte. Les personnalités et les inimitiés se dévoilent, ainsi, certains évoquent sa relation avec sa petite amie, sa précédente tentative de suicide ou de vieilles histoires concernant les relations avec sa mère. Un matin, l'hôpital appelle à 6h pour annoncer la mort de Patrick.

## Fiche technique
- Titre : La Vie des morts
- Réalisateur : Arnaud Desplechin
- Scénario : Arnaud Desplechin (assisté de Catherine Bernstein)
- Directeur de la photographie : Éric Gautier
- Son : Olivier de Nesle
- Montage : François Gédigier et Laurence Briaud
- Décors : Antoine Platteau et Fabienne Guillot
- Costumes : Marie Baudrillonet, Virginie Callot et Bénédicte Platteau
- Casting et script : Noémie Lvovsky
- Musique originale : Marjolaine Ott, Fritz Sommer et Marc Oliver Sommer
- Producteurs : Pascal Caucheteux et Anne Defurne
- Sociétés de production : Odessa Films, RGP France, La Sept
- Langue : français
- Format : 35 mm - 1,66:1 (VistaVision)
- Durée : 50 minutes
- Sorties :
  - avril 1991 (Festival de Cannes 1991)
  - 12 juin 1991 (généralisée)

## Distribution
- Thibault de Montalembert : Christian Mac Gillis
- Roch Leibovici : Yvan Mac Gillis
- Marianne Denicourt : Pascale Mac Gillis
- Bernard Ballet : Édouard Mac Gillis
- Suzel Goffre : Irina Lenehan
- Laurence Côte : Isabelle Lenehan
- Grégori Baquet : Simon Lenehan
- Benoist Brionne : Charles O'Madden Burke
- Laurent Schilling : Tony O'Madden Burke
- Emmanuel Salinger : Bob O'Madden Burke
- Emmanuelle Devos : Laurence, la fiancée de Bob
- André Cellier : Père Fitzsimmons
- Hélène Roussel : Nell O'Madden Burke
- Elisabeth Maby : Jeanne Fitzsimmons
- Suzanne Waters : Dolly Mac Gillis
- Éric Bonicatto : Paul Lenehan
- Nita Klein : Illy
- Louis-Do de Lencquesaing : Nicolas
- Georges Rucky : Le prêtre
- Nicolas Koretzky : Alexandre

## Projet et tournage
Le film est tourné à Lille.

## Sorties et présentations festivalières
Le film est sélectionné en avril 1991 pour être en compétition à la Semaine de la critique lors du 44e festival de Cannes. Il est également présenté au troisième Festival Premiers Plans d'Angers. Auparavant La Vie des morts a été refusé par la plupart des festivals de courts métrages car considéré comme trop long et devait être seulement présenté hors compétition au festival d'Angers mais à la dernière minute le film Fortune Express est sélectionné au Festival de Berlin, permettant au film d'Arnaud Desplechin de le remplacer.
La Vie des morts fait sa sortie généralisée en France le 12 juin 1991.
Le 11 avril 2003, les éditions des Cahiers du cinéma publient le film, dans une version réétalonnée et en format 16/9, dans un double DVD de la collection « Deux films de… », accompagné du premier long métrage du cinéaste La Sentinelle.

## Accueil de la critique
Anne Andreu dans L'Événement du jeudi souligne que « ce qu'il y a de particulièrement réussi dans cette Vie des morts, c'est ce qu'on devine de l'auteur, une nostalgie de la famille, ressentie, déjà, par un très jeune homme qui, avec son premier film, adresserait, en sorte, un dernier adieu à son adolescence ».
Jean-Michel Frodon dans Le Monde évoque la proximité de celui-ci avec Hôtel de France de Patrice Chéreau soulignant les parallèles entre les deux œuvres avec notamment le ballet des corps adolescents, le match de foot ainsi que deux comédiens en commun. Il déclare que le film « réussit ce qui semble simple, et qui est rare : un film qui n'a rien à expliquer (du drame qui s'est produit), rien à vendre (emballé dans le désarroi de ceux qui l'ont vécu). Mais quelque chose d'impalpable, et que seul le cinéma peut transmettre, a été vu. Le minimum ? Oui, mais vital ».
Pour Sud Ouest le film et son réalisateur sont « une révélation ».

## Distinctions
- 1991 : Prix Jean-Vigo du meilleur court métrage
- 1991 : Grand Prix du « meilleur scénario » au Festival « Premiers Plans » d'Angers